# Velykobahachanskyi (huyện)
Huyện Velykobahachanskyi (tiếng Ukraina: Великобагачанський район, chuyển tự: Velykobahachanskyis’kyi raion) là một huyện của tỉnh Poltava thuộc Ukraina. Huyện Velykobahachanskyi có diện tích 1019 km², dân số theo điều tra dân số ngày 5 tháng 12 năm 2001 là 30103 người với mật độ 30 người/km2. Trung tâm huyện nằm ở Velyka Bahachka.